# Prysk
Prysk település Csehországban, Česká Lípa-i járásban. Prysk Okrouhlá, Kytlice, Polevsko, Česká Kamenice és Kamenický Šenov településekkel határos. Lakosainak száma 458 fő (2024. január 1.).

## Népesség
A település lakosságának változását az alábbi diagram mutatja:
| Lakosok száma | 1686 | 1771 | 1816 | 773  | 497  | 385  | 444  | 441  | 438  | 458  |
|               | 1869 | 1890 | 1921 | 1950 | 1980 | 2001 | 2017 | 2019 | 2022 | 2024 |